# Bernhard Stempfle

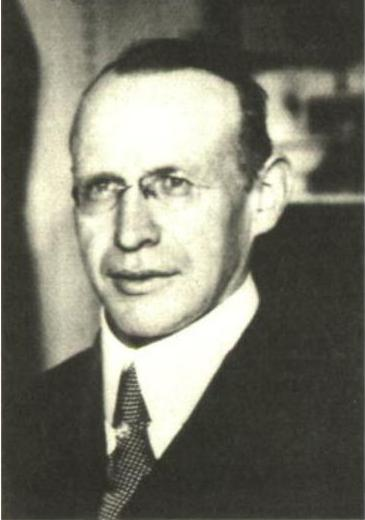
Bernhard Stempfle (um 1928).

Pater Bernhard Rudolf Stempfle OSH (* 17. April 1882 in München; † 1. Juli 1934 im KZ Dachau bei München) (Pseudonyme: Redivivus; Spectator Germaniae) war ein deutscher Ordensmann, Theologe und Publizist. Er wurde vor allem bekannt als Herausgeber der antisemitischen Zeitung Miesbacher Anzeiger. In der Forschung wird zum Teil angenommen, dass er ein wichtiger Mitarbeiter an Adolf Hitlers Buch Mein Kampf war. Stempfle war einer der Getöteten des sogenannten Röhm-Putsches.

## Biografie

### Leben und Wirken
Stempfle trat als junger Mann in den katholischen Orden der Hieronymiten ein. Die ihm in der Literatur häufig zugeschriebene Mitgliedschaft im Jesuiten-Orden ist demgegenüber, wie Lapomarda gezeigt hat, ein Irrtum der betreffenden Autoren, der auch schon Zeitgenossen Stempfles häufig unterlief und über den Stempfle sich, Othmar Plöckinger zufolge, „gerne lustig machte“. Wegen Mitgliedermangels wurde der Hieronymiten-Orden später aufgelöst. Stempfle selbst trug etwa ab 1923 keine Ordenstracht mehr und übte keine priesterlichen Funktionen mehr aus, wurde aber von Vertrauten und Bekannten weiterhin als „Pater Stempfle“ bezeichnet. Auch in der Literatur figuriert Stempfle aus diesem Grund häufig noch als Pater, wenn von den Jahren 1923 bis 1934 die Rede ist, für die dieser Titel streng genommen nicht mehr zutrifft. Helmut Heiber bezeichnet ihn sogar – als einziger Autor und wahrscheinlich fälschlich – als Prälaten.
Vor diesem Hintergrund erscheint die Behauptung Bronders, Stempfle sei zeitweise der „Beichtvater des gottgläubigen Hitler“ gewesen, wenig plausibel. Bronders Einschätzung, Stempfle sei ein Intimus Hitlers gewesen, ist demgegenüber deutlich wahrscheinlicher. Die Angabe Zamoiskys, dass Hitler Stempfle bereits 1919 kennengelernt habe und von diesem in die Freimaurerei eingeführt worden sei, gilt als unwahrscheinlich.
Stempfle studierte an der Ludwig-Maximilians-Universität München, wo er als Dr. phil. promovierte.
Bereits während des Ersten Weltkrieges gehörte Stempfle der extrem nationalistischen, aus Einwohnerwehren hervorgegangenen Organisation Kanzler (Orka) an. Für diese ging er Ende 1918 nach Österreich, um nach dem Zerfall der Doppelmonarchie Österreich-Ungarn für die Idee eines Anschlusses Deutschösterreichs an das Deutsche Reich zu werben. Das Verbot eines solchen Anschlusses im Friedensvertrag von St. Germain im Sommer 1919 machte diese Idee vorerst gegenstandslos, weshalb Stempfle in seine bayerische Heimat zurückkehrte. Vom 1. Februar 1920 bis zum 30. Juni 1921 war er noch Pressereferent der Orka. Zudem war Stempfle in den frühen 1920er Jahren in verschiedene Fememorde verwickelt, insbesondere mit der Ermordung Wilhelm Hörnleins wurde er später in Verbindung gebracht.
In den ersten Jahren nach dem Ersten Weltkrieg lehrte Stempfle Theologie an der Münchener Universität, an der er sich bereits früh seinen Kollegen und Studenten gegenüber für Teile des nationalsozialistischen Gedankenguts starkmachte. Während er dem Nationalsozialismus auf antisemitischer und nationalistischer Ebene sehr nahestand, lehnte Stempfle Hitlers Haltung gegenüber Italien und der Südtirolfrage entschieden ab. Außerdem störte ihn das taktische Lavieren des NS-Führers in der Frage der Staatsform, in der Stempfle ein klares Bekenntnis zur Monarchie forderte.
Nachdem er bereits seit 1919 unter den Pseudonymen Redivivus und Spectator Germaniae Artikel in Zeitungen wie dem Völkischen Beobachter und der Oberbayerischen Landeszeitung veröffentlicht hatte, fungierte Stempfle von August 1922 bis Ende 1925 als Herausgeber und politischer Redakteur des als „fanatisch antisemitisch“ und „extrem weißblau“ (d. h. bayerisch-regionalstolz) beziehungsweise antipreußisch geltenden Miesbacher Anzeigers. Die redaktionelle Leitung wurde dagegen von Klaus Eck besorgt. Der Miesbacher Anzeiger war unter Stempfles Regie ein „an Geschmacklosigkeit nicht zu überbietendes“ Hetzblatt (Werner Maser) und wirkte bereits seit 1921 publizistisch eng mit dem Völkischen Beobachter zusammen, dessen Standpunkte er in vielen Fragen einnahm. Farrell zufolge gehörte Stempfle in der Nachkriegszeit außerdem der Thule-Gesellschaft an.
Als Publizist und Dozent besaß Stempfle im München der frühen 1920er Jahre einen weitläufigen Bekanntenkreis. Insbesondere knüpfte er immer neue Kontakte zu Vertretern der extremen Rechten. So erwähnt Anton Lehár in seinen Memoiren, dass Stempfle bereits damals Ernst Röhm gekannt habe. Stempfle fungierte zudem als Verbindungsmann zwischen der Münchner Polizeidirektion sowie dem Bund Oberland und besorgte an Fememorden Beteiligten Pässe. Während dieser Zeit lernte Stempfle – wahrscheinlich auf Vermittlung des Fotografen Heinrich Hoffmann – auch den jungen Adolf Hitler kennen. Obwohl Hitler ihm – Hoffmanns Lebenserinnerungen zufolge – anfangs misstraute und ihn verdächtigte, ein „katholischer Spion“ zu sein, nahm er Stempfle in seinen „Hofstaat“ auf: Nach den Erinnerungen von Hitlers Auslandspressechef Ernst Hanfstaengl wurde Stempfle zu dieser Zeit ein ständiger Gast in Hitlers Stammtischrunde im Cafe Heck in der Münchner Galeriestraße. Schließlich habe Stempfle für Hitler die Funktion eines Verbindungsmanns zum Vatikan und zum ehemaligen bayerischen Herrscherhaus Wittelsbach übernommen.
1925 war Stempfle angeblich als Lektor an der Durchsicht der Druckfahnen des ersten Bandes von Hitlers Buch Mein Kampf beteiligt. Gemeinsam mit Elsa Bruckmann soll er die Kontroll- und Korrekturlektüre der Hitlerschen Manuskripte besorgt und das Buch redigiert haben, bevor dieses von Max Amann veröffentlicht wurde.
Um sich der Aussage vor dem Fememord-Untersuchungsausschuss des Reichstages zu entziehen, floh Stempfle im Oktober 1926 nach Salzburg, von wo aus er den Reichstag durch den Verweis auf den vorzüglichen Heurigen, den er dort genieße, verhöhnte. Der genaue Zeitpunkt seiner Rückkehr nach Deutschland ist nicht mehr feststellbar. Allerdings erkrankte Stempfles Mutter Ende 1926 schwer, deren Pflege er übernahm.
1929 übernahm Stempfle die Führung des Parteiarchivs der NSDAP in München und wurde Kurator eines privaten Museums der NSDAP mit Parteireliquien.

### Stempfle und „Mein Kampf“
Die Rolle, die Stempfle bei der Entstehung von Hitlers politischer Bekenntnisschrift Mein Kampf spielte, ist in der historischen Forschung umstritten und bis heute nicht endgültig geklärt. Konrad Heiden, der 1936 die erste wissenschaftlichen Ansprüchen genügende Hitler-Biografie vorlegte, gab in seinem Werk an, Stempfle habe gemeinsam mit Elsa Bruckmann, der Gattin eines Hitlerfreundes, die Korrekturfahnen für Hitlers Buch gelesen. Dabei habe er einige Änderungen am Urtext vorgenommen und sogar einige Passagen ganz umgeschrieben. Heidens Aussage wird durch eine Aussage von Hitlers Adjutanten Julius Schaub gestützt, der 1961 erklärte, er habe gesehen, wie Stempfle die Fahnen zu „Mein Kampf“ in der Hand gehalten habe.
Der abtrünnige Nationalsozialist Otto Strasser berichtete 1942 in seinem im amerikanischen Exil veröffentlichten Buch Hitler und ich, dass Stempfle monatelang daran gearbeitet habe, die im Manuskript zu Mein Kampf zum Ausdruck gebrachten Gedanken zu ordnen. Nebenbei setzte er so die Legende in die Welt, Hitler habe Stempfle wegen seiner Korrekturen an dem Buch ermorden lassen. Diesen Hinweis nahm später der englische Hitler-Biograf Alan Bullock auf. In seiner Betrachtung der Vita Hitlers gab er an, Stempfle habe Hitlers Manuskript „stilistisch gesäubert“ (pruned) und in Teilen neu geschrieben. Othmar Plöckinger weist in seiner breit angelegten Untersuchung der Geschichte von Mein Kampf nach, dass im Laufe der Jahre zahlreiche Autoren Bullocks Behauptung aufgriffen und so dessen Auffassung über Stempfles Rolle bei der Entstehung von Mein Kampf weiter verbreiteten.
Harry Schulze-Wilde ging so weit, Stempfle das Verdienst zuzuordnen, dass er Mein Kampf in ein „einigermaßen verständliches Deutsch“ umgeschrieben habe. Bei Riemeck findet sich die Behauptung, Stempfle habe sich, zusammen mit Josef Czerny, bemüht, etwas Ordnung in die Gedanken in Hitlers Buch zu bringen, indem er den von Hitler wild zusammengeworfenen Eingebungen Struktur gegeben sowie Grammatik und Orthographie des Manuskripts korrigiert habe.
Kern betont, dass Stempfle – wie auch die anderen „wiederholt genannten Mitautoren“ von Mein Kampf – mit der Abfassung des Buches nichts zu tun gehabt habe. Stempfles Rolle sei im Gegensatz zu dieser „Legende“ ausschließlich auf „stilistische Korrekturen“ beschränkt gewesen. Ernst Nolte pflichtet dem bei und schreibt Stempfle ebenfalls nur Korrekturarbeiten an Hitlers Originaltext zu.
Werner Maser zitiert Hermann Hammer, der 1956 in einer Studie behauptete, dass „Pater Bernhard Stempfle [...] einen bedeutenden Anteil“ gehabt habe, fügt jedoch hinzu, dass Ilse Heß, die Frau von Rudolf Heß, ihm 1965 schriftlich mitteilte, dass weder Stempfle noch Karl Haushofer am Hitlerbuch mitgearbeitet hätten, sondern sie selbst und ihr Mann „rein stilistisch“ ... „wochen- und monatelang mit diesem Manuskript“ kämpften. Seinfeldt reiht Stempfle (neben Ilse Hess und Adolf Müller) in den Kreis der Personen ein, die Hitler editorische Hilfe bei der Redigierung seines Buches geleistet hätten.
Stempfle, der zu den Prozessbeobachtern in Landsberg gehört hatte, war einer der ersten, die Mein Kampf rezensierten, eine Woche nach Erscheinen. Seine kenntnisreiche, äußerst kritische Besprechung des ersten Bandes des Hitler-Werkes erschien am 29. Juli 1925 im Miesbacher Anzeiger. Das Verhältnis zu Hitler war zu diesem Zeitpunkt keineswegs freundlich. Dies spricht gegen eine Einflussnahme.

### Ermordung (1934) und Frage nach Verantwortung für die Tat
Am Abend des 1. Juli 1934 wurde Stempfle, der noch am 1. Januar 1934 offiziell in die NSDAP aufgenommen worden war, im Rahmen der Röhm-Affäre in seiner Münchener Wohnung von Angehörigen der Gestapo (oder der SS) verhaftet und ins KZ Dachau verschleppt. Einige Tage später wurde Stempfles Leichnam im Wald bei Harlaching gefunden.
Über die Umstände seines Todes kursieren in der Forschung verschiedene Angaben. Anton Lehár gibt kurz an, dass Stempfle erschlagen worden sei. Auch Heinz Höhne erwähnt, ohne Details zu nennen, das „gebrochene Genick“ Stempfles als dessen Todesursache. Konrad Heiden schrieb präziser hierzu, Stempfle sei „mit einer schweren Waffe ins Genick geschlagen“ worden und dadurch zu Tode gekommen. Bernt Engelmann und Robert George Lesson Waite sprechen demgegenüber davon, dass Stempfle mit drei Kugeln ins Herz erschossen worden sei. Thornton schreibt schließlich, ohne genauere Angaben zu machen, dass Stempfle unter dem Vorwand „auf der Flucht erschossen“ worden zu sein, ermordet wurde.
Stempfles sterbliche Überreste wurden kremiert. Die Urne mit seiner Asche wurde im Friedhof Haidhausen beigesetzt (Grab 4-1-39). Dieses wurde 1974 aufgelöst.
Am 12. Juli 1934 veranlasste Stempfles Schwester über ihren Anwalt die Untersuchung des Verbleibens ihres Bruders – dessen Tod zu diesem Zeitpunkt noch nicht öffentlich bekannt war – durch die Münchener Staatsanwaltschaft. Die Untersuchung wurde nach kurzer Zeit auf Anweisung des bayerischen Justizministeriums abgebrochen. Dieses teilte dem Münchener Staatsanwalt mit, dass die Tötung Stempfles als „rechtens anzusehen“ sei. Begründet wurde diese Entscheidung mit einem Formular, wonach entsprechend einer Mitteilung des Reichsministers für die Justiz vom 14. Juli 1934 die erfolgte Tötung Stempfles als eine „zur Niederschlagung hoch- und landesverräterischer Angriffe vollzogene Maßnahme“ unter das Gesetz über Maßnahmen der Staatsnotwehr vom 3. Juli 1934 falle.
Über die Motive des Mordes an Stempfle besteht in der Literatur ebenso Uneinigkeit wie über seine technische Durchführung. Konrad Heiden, George Creel, Heinz Höhne, Helmut Heiber, Renate Riemeck, Bernt Engelmann, Karl Dietrich Bracher und Hans-Ulrich Thamer gehen davon aus, dass Stempfle auf Veranlassung Hitlers umgebracht wurde, da er zu viel über Hitlers Vergangenheit und Privatleben gewusst habe. Roger Manvell/Heinrich Fraenkel, Chris Bishop/Michael Williams und Norbert Schaffeld präzisieren dazu, dass Stempfle zu viel über den Tod von Hitlers Nichte Geli Raubal (und andeutungsweise über eine Verwicklung Hitlers in diesen) gewusst habe. Werner Maser hingegen schreibt in „Hitlers Mein Kampf - Geschichte, Auszüge, Kommentare“, dass Hitler Stempfles Tod nicht befohlen habe und die SS später Leute erschießen ließ, die Stempfle ermordet hatten.
Der Hitler-Biograph Ian Kershaw bezeichnet Stempfle als Opfer eines Missverständnisses und sieht keinen Anlass, von einem Mordauftrag durch Hitler auszugehen. Dafür sprechen auch Aussagen von Hitlers Adjutanten Julius Schaub und seines Leibphotographen Heinrich Hoffmann aus der Nachkriegszeit: Wie der IfZ-Mitarbeiter Franz notierte, habe Schaub in einer Befragung am 26. Juli 1951 erklärt, dass „unter den in München Ermordeten, deren Tod Hitler am meisten bedauerte, [...] vor allem der ehemalige Pfarrer Stempfle zu nennen [sei], mit dem Hitler fast täglich beisammen war.“ Hoffmann schrieb in seinen Erinnerungen: „Als ich Hitler zum erstenmal nach der Katastrophe gegenübertrat, faßte er mich am Arm und beklagte sich tief erschüttert: «Was sagen Sie dazu, Hoffmann, diese Schweine haben meinen guten Pater Stempfle auch umgebracht!» Als ich mich später einmal nach dem Zusammenhang der Tragödie erkundigte, schnitt mir Hitler mit einer brüsken Handbewegung die Rede ab: «Kein Wort mehr darüber!» sagte er in einem Ton, der keinen Widerspruch duldete. Dabei ist es dann all die Jahre hindurch geblieben...“
Bruno Brehm macht den Münchener Stadtrat Christian Weber für die Ermordung Stempfles verantwortlich und verweist auf die Polemiken Stempfles gegen Weber, der in der Münchener Senefelderstraße ein Bordell betrieb, was Stempfle eines „alten Kämpfers“ für unwürdig hielt und weswegen er Weber als „Senefeldmarschall“ verspottete. Weber habe Stempfle das übel genommen und die Mordwelle des 30. Junis als Gelegenheit genutzt, um seine persönliche Rechnung mit Stempfle zu begleichen. Demnach sei Stempfle eigenmächtig von Weber und ohne Hitlers Zutun auf die Todesliste der Münchener Exekutionskommandos gesetzt worden. Dieselbe Ansicht findet sich auch bei Wilhelm Hoegner.

## Schriften
- De Scriptis Editis Doctoris Philosophiae Maximiliani Faslinger Monacensis, s. l. 1918.
- „Staatsanwalt! Klage sie an des Klassenkampfes!“, München 1929.